# Нетанья (шаховий турнір)
Нетанья - міжнародний шаховий турнір, організований шаховим клубом Нетанья починаючи з 1961 року. Найбільш знаменитий із цих турнірів відбувся 1968 року, коли переможцем став Боббі Фішер (11,5/13 очок), випередивши Деніела Яновського і Моше Черняка.

## Міжнародний шаховий турнір Нетанья
| #  | Рік  | Переможець                                                                     |
| -- | ---- | ------------------------------------------------------------------------------ |
| 1  | 1961 | Мілан Матулович (Югославія) Петар Трифунович (Югославія) Моше Черняк (Ізраїль) |
| 2  | 1964 | ?                                                                              |
| 3  | 1965 | Моше Черняк (Ізраїль)                                                          |
| 4  | 1968 | Боббі Фішер (США)                                                              |
| 5  | 1969 | Самуель Решевський (США)                                                       |
| 6  | 1971 | Любомир Кавалек (США) Бруно Парма (Югославія)                                  |
| 7  | 1973 | Любомир Кавалек (США)                                                          |
| 8  | 1975 | Ян Тімман (Нідерланди)                                                         |
| 9  | 1976 | Авраам Кальдор (Ізраїль) Іцхак Радашкович (Ізраїль)                            |
| 10 | 1977 | Володимир Ліберзон (Ізраїль)                                                   |
| ?  | ?    | ?                                                                              |
| ?  | 1983 | Мігель Кінтерос (Аргентина)                                                    |